# 奎盧省 (剛果共和國)
0°52′0″S 14°49′00″E / 0.86667°S 14.81667°E
奎盧省（法語：Kouilou），是剛果共和國西南部的一個省份，首府盧安果，該區北臨尼阿里省、南毗安哥拉的喀丙達省、西北面是加蓬共和國、西南臨幾內亞灣，面積13,694平方公里，下分4縣，2007年人口806,670。
1. ↑  . hdi.globaldatalab.org.   [2018-09-13]. （原始内容存档于2018-09-23） （英语）.